# Roger de Bailleul
Roger de Bailleul, Rogerius, 7º abate del Bec (Bailleul-la-Vallée, ... – Le Bec-Hellouin, 25 settembre 1179), è stato un religioso e abate francese.

## Biografia
Le Gallia Christiana lo dice originario di Bailleul, da cui il nome, ma Robert du Mont lo dice lombardo.
Monaco presso l'abbazia di Notre-Dame du Bec e abile giureconsulto secondo Roberto di Torigni, insegnò diritto civile e canonico in Inghilterra. Partigiano dell'imperatrice Matilde contro Stefano di Blois nella successione al trono d'Inghilterra, si attirò l'opposizione reale e dovette tornare nel monastero normanno.
Priore del Bec, Roger fu eletto alla morte di Letard, il 6 luglio 1149, settimo abate del Bec, e benedetto il 25 luglio successivo da Ugo III di Amiens, arcivescovo di Rouen presso Saint-Wandrille.
Assistette alla benedizione di Roberto di Torigni abate del Mont-Saint-Michel da parte dell'arcivescovo di Rouen al priorato di Saint-Philbert il 22 luglio 1154.
L'abbazia accolse in novembre 1158 l'incontro tra Enrico II d'Inghilterra e Luigi VII di Francia.
La chiesa abbaziale, dedicata nel 1161 dall'arcivescovo Rotrou de Warwick, fu vittima d'un incendio. A capo della ricca abbazia normanna, Roger la fece ristrutturare completamente. La nuova abbaziale fu dedicata il 19 marzo 1178 da Rotrou, in presenza del re Enrico II e dei suoi figli Enrico il Giovane e Giovanni senza Terra. Roger fece anche edificare un'infermeria e una delle camere per i viaggiatori, rinnovare i dormitori, scavare dei canali per portare l'acqua di due sorgenti verso gli appartamenti.
L'imperatrice Matilde fu inumata nella chiesa abbaziale nel settembre 1167. Le sue ossa furono trasferite nel 1877 nella cattedrale di Rouen dopo la loro scoperta da parte di Achille Deville. Roger accolse nel novembre 1167 i due legati Guglielmo di Pavia e Ottone di Brescia, venuti a negoziare la pace fra il re di Francia e quello d'Inghilterra.
Con gli altri vescovi e abati normanni,  egli assistette ad Avranches alla cerimonia d'assoluzione di Enrico d'Inghilterra per la morte di Tommaso Becket.
Eletto a febbraio 1173 arcivescovo di Canterbury, come i suoi compatrioti e predecessori a capo del Bec Lanfranco e Anselmo, rinunciò in aprile. Morì nell'abbazia il 25 settembre 1179 e la sua salma fu inumata ai piedi di Erluino.